# كلود ديفيدسون
كلود ديفيدسون (بالإنجليزية: Claude Davidson)‏ هو لاعب كرة قاعدة أمريكي، ولد في 13 أكتوبر 1896 في بوسطن في الولايات المتحدة، وتوفي في 18 أبريل 1956 في ويماوث في الولايات المتحدة.

## وصلات خارجية
- كلود ديفيدسون على موقعبيزبول رفرنس.كوم (الدوري الرئيسي) (الإنجليزية)
- كلود ديفيدسون على موقعبيزبول رفرنس.كوم (الدوري الثانوي) (الإنجليزية)
- كلود ديفيدسون على موقع جمعية أبحاث البيسبول الأمريكية (الإنجليزية)